# Heinrich Störning
Heinrich Störning (* vor 1580 in Rendsburg; † 7. September 1592 in Lübeck) war ein deutscher Kaufmann und Ratsherr der Hansestadt Lübeck.
Der aus Rendsburg stammende Kaufmann Heinrich Störning soll auch als Kapitän auf Lübecker Kriegsschiffen eingeteilt gewesen sein. Er wurde 1580 in den Lübecker Rat erwählt. 
Störning war mit Katharina geb. Bussmann († 1590), einer Tochter des Lübecker Bürgers Jürgen Bussmann verheiratet. Der Lübecker Ratsherr Thomas Störning war ihr Sohn. Heinrich Störning bewohnte das Hausgrundstück Fischstraße 22 in Lübeck.